# Insee Première
Insee première est une publication de l’Institut national de la statistique et des études économiques (Insee), qui présente environ une fois par semaine et dans un format court de quatre pages, des résultats statistiques récents sur l'économie française et des études économiques.
La revue est publiée sur support papier, et est disponible gratuitement sur le site web de l'Insee pour les numéros depuis janvier 1996.